# Kirthargebergte

Gazelles in het Kirthargebergte

Het Kirthargebergte (Urdu: كوه کیر تھر ) ligt in het zuiden van Pakistan, in de provincies Beloetsjistan en Sindh. Het gebergte strekt zich uit over 300 kilometer, van de rivier Mula in het oosten van Beloetsjistan naar Kaap Muari, ten westen van Karachi aan de Arabische Zee. Het Kirthar National Park is een van de grootste natuurreservaten in Pakistan.
De bergketen vormt een grens tussen het lager gelegen Indusdal (in het oosten) en het zuidelijke Beloetsjistan (in het westen). Het gebergte bestaat uit een serie van parallel gelegen (kale) rotsformaties. De hoogte varieert van 1,2 kilometer in het zuiden tot bijna 2,5 kilometer in het noorden.
Het (regen)water wordt afgevoerd door de rivier de Kolachi in het noorden en in het zuiden door de Hub en de Lyari, die uitmonden in de Arabische Zee.